# كلهر (مشكين شهر)
كلهر هي قرية في مقاطعة مشكين شهر، إيران. عدد سكان هذه القرية هو 210 في سنة 2006.